# 中央学院高等学校
中央学院高等学校（ちゅうおうがくいんこうとうがっこう、英: Chuo Gakuin High School）は、千葉県我孫子市都部765に所在する私立の高等学校。1970年（昭和45年）、中央学院大学の附属高校として学校法人中央学院により設立。通称は「中央学院」、略称は「学院」または「CGH」。

## 概観
我孫子市にある中央学院大学の附属校で、生徒数は約1000名。
1年次は、S特進・進学・スポーツの3コースにわかれる。

原則としてコース間の移動はできないが、進学コースは2年次から難関私立大学合格を目指す「S特進コース（SSクラス）」も選択できる。ただし、成績等による選考がある。
S特進・進学コースは、2年次から文系・理系に分かれる。スポーツコースは、野球・バドミントン・陸上長距離男子・サッカー・剣道部に所属する生徒のみが対象となっている。
2013年度より全コース完全週6日制を実施し、土曜日も授業が行われている。2018年度入学生から全員にタブレット端末を導入し、ICT教育を実践している。
創立以来、校技として男子は剣道、女子は弓道を週1時間（3年間）学ぶのが特徴となっている。毎年11月には校技大会が開催される。

## 進路
中央学院大学への附属校推薦入学優遇制度があり、入学金全額免除となる。また、入学予定者には大学の特別講座を開講し、大学入学後の単位として認定できる。
附属校推薦が内定しても他大学の併願受験は可能となっている。
付属校でありながら、例年、中央学院大学への推薦枠は50名程度のみという狭き門である（なお一般入試での入学ももちろん可能であり、実際の進学者はこの人数より多くなることが多い）。

## 部活動
運動部14部、文化部12部あり、陸上競技部は男子長距離のみの活動となっている。
野球部は2018年春（第90回）と夏（第100回）に春・夏と連続で初出場したが、いずれも1回戦敗退となった。
また、2024年春（第96回）には6年ぶりの出場を果たし、ベスト4という結果を残した。

## 施設
- 1号館～6号館
- 武道館（剣道場）
- 弓道場
- 食堂
- 研修センター（宿泊施設）
- 全天候型テニスコート（オムニコート）
- グラウンド - 体育の授業の他、野球部やサッカー部の練習場所となっている。しかし、専用練習場はなく共用のため、サッカー部は大学の人工芝のグラウンドも借りて練習している。

## 著名な卒業生
- 古城茂幸 - 元プロ野球選手（北海道日本ハムファイターズ→読売ジャイアンツ）
- 安原政俊 - 元プロ野球選手（読売ジャイアンツ）
- 藤崎大輔 - 元プロ野球選手（日本ハムファイターズ）
- 冨山達行 - 元プロサッカー選手（湘南ベルマーレガイナーレ鳥取）
- 押本健彦 - 元プロ野球選手（北海道日本ハムファイターズ→東京ヤクルトスワローズ）
- 澤昌克 - プロサッカー選手（柏レイソルほか）
- 船山貴之 - プロサッカー選手（ラインメール青森）
- イッペイ・シノヅカ - プロサッカー選手（横浜F・マリノス→大宮アルディージャ） ※中退
- 武田拓真 ‐ プロサッカー選手（ファジアーノ岡山→いわてグルージャ盛岡）
- 松本直也 - 元プロサッカー選手（カマタマーレ讃岐→ジェイリースFC）
- 音羽美咲 - ローカルタレント
- 山路慎一 - レーシングドライバー
- 児玉駿斗 - プロサッカー選手（徳島ヴォルティス）
- 山内彰 - プロサッカー選手（FC岐阜）
- 福田望久斗 - プロサッカー選手（鹿児島ユナイテッドFC）
- 永井颯太 - プロサッカー選手（いわきFC→東京ヴェルディ）
- 伊藤拓巳 - プロサッカー選手（カターレ富山）

## 交通
- 東日本旅客鉄道（JR東日本）常磐線「天王台駅」南口より湖北駅南口行きバスで約7分、「中央学院高校」バス停で下車し、徒歩約6分。
- JR東日本成田線「湖北駅」南口より天王台駅行きバスで約5分、「中央学院高校」バス停で下車し、徒歩約6分。
- JR東日本常磐線「天王台駅」南口から通学時間帯にスクールバス（有料）が出ている。スクールバスに乗り遅れても路線バス（阪東バス）と経路が同一なので、同じ定期で乗車できる（定期券は共用）。

## 関連校
- 中央学院大学
- 中央学院大学中央高等学校